# Гайдаренко Андрій Онисимович
Андрій Онисимович Гайдаренко (30 жовтня 1903, місто Черкаси — ?) — радянський партійний діяч, заступник секретаря Львівського обласного комітету КП(б)У із промисловості.

## Біографія
З січня 1921 року служив у Червоній армії.
Освіта вища. Член ВКП(б).
Під час німецько-радянської війни перебував у евакуації.
У квітні 1944 — листопаді 1946 року — заступник секретаря Львівського обласного комітету КП(б)У із промисловості — завідувач промислового відділу Львівського обласного комітету КП(б)У.
Подальша доля невідома.

## Звання
- старший лейтенант

## Нагороди
- орден «Знак Пошани»
- медалі